# زیگمونت کاوتسکی
زیگمونت کاوِتسکی (لهستانی: Zygmunt Kawecki؛ ‏۱۳ آوریل ۱۸۷۶–۲۲ اوت ۱۹۵۵) ادیب، آموزگار، نویسنده و نمایشنامه‌نویس اهل لهستان بود.
وی دانش‌آموختهٔ رشته‌های حقوق در لویو و لغت‌شناسی آلمانی در کراکوف بود و سپس به وین رفت و به مطالعات رومی پرداخت. پس از اتمام تحصیل ابتدا به عنوان کارمند اداره پست و سپس به عنوان یک معلم در جیمنیزیوم مشغول به کار شد. نخستین نمایشنامه او در سال ۱۹۰۲ در کراکوف به روی صحنه رفت که بسیار موفقیت‌آمیز بود. آثار بعدی او در سال‌های آتی مورد توجه قرار گفته و محبوب شدند و او از سال ۱۹۰۷ یکی از سردبیران روزنامه پیک ورشو شد. کاوِتسکی در جریان جنگ جهانی اول به مسکو نقل مکان کرد و سردبیر «روزنامه لهستان» در مسکو شد. وی پس از جنگ به لهستان بازگشت و در آنجا به عنوان منشی و مسئول بازبینی و سانسور فیلم مشغول به کار گردید. کاوِتسکی همچنان به نوشتن آثار نمایشی، به‌ویژه در سبک کمدی و طنز ادامه داد.
او در ۱۰ نوامبر ۱۹۳۳ موفق به دریافت صلیب زرین شایستگی شد.
کاوِتسکی پس از جنگ جهانی دوم و در سال ۱۹۴۸ به‌دلیل همکاری با اشغالگران نازی، ازجمله انتشار نقدهای تئاتر در روزنامهٔ آلمانی پیک نوین ورشو از عضویت در اتحادیه نویسندگان لهستان برکنار شد.
زیگمونت کاوِتسکی در سال ۱۹۵۵ درگذشت. او را در گورستان برودنو در ورشو (قطعه ۱۰۸ اچ-۲) به‌خاک سپردند.
او یک برادر به نام آدام داشت که افسر نظامی بود و در سال ۱۹۱۰ خودکشی کرد. کاوِتسکی دو بار ازدواج کرد: در سال ۱۹۰۰ با «اُلگا روتلندر فون رولند»، که با او پسری به نام «یانوش» داشت که نویسنده و روزنامه‌نگار بود و سپس از سال ۱۹۳۵ با «هلنا کورف» (۱۹۰۷–۱۹۹۶) که خواننده اپرا بود.
در سال ۱۹۸۰ کارگردان‌های نامدار لهستانی آندری وایدا و ادوارد کووشینسکی از یکی از آثار زیگمونت کاوِتسکی در ساختِ قسمتِ ششمِ مجموعهٔ تلویزیونی درام تاریخی با گذشت روزها، از پس سال‌ها… استفاده کردند.